# Abraxas nepalensis
Abraxas nepalensis är en fjärilsart som beskrevs av Inoue 1970. Abraxas nepalensis ingår i släktet Abraxas och familjen mätare. Inga underarter finns listade i Catalogue of Life.